# Surf Coast Classic 2025
La Surf Coast Classic 2025, terza edizione della corsa e valida come evento dell'UCI Oceania Tour 2025 categoria 1.1, si svolse il 30 gennaio 2025 su un percorso di 157 km, con partenza da Lorne e arrivo a Torquay, in Australia. La vittoria fu appannaggio del danese Tobias Lund Andresen, il quale completò il percorso in 3h16'05", alla media di 48,041 km/h, precedendo l'australiano Sam Welsford e il tedesco Tim Torn Teutenberg.
Sul traguardo di Torquay 90 ciclisti, dei 94 partiti da Lorne, portarono a termine la competizione.

## Squadre e corridori partecipanti
| N.    | Cod. | Squadra                 |
| ----- | ---- | ----------------------- |
| 1-7   | RBH  | Red Bull-Bora-Hansgrohe |
| 11-17 | SOQ  | Soudal Quick-Step       |
| 21-27 | LTK  | Lidl-Trek               |
| 31-37 | IGD  | Ineos Grenadiers        |
| 41-47 | GFC  | Groupama-FDJ            |
| 51-57 | MOV  | Movistar Team           |
| 61-67 | JAY  | Team Jayco AlUla        |

| N.      | Cod. | Squadra               |
| ------- | ---- | --------------------- |
| 71-77   | IWA  | Intermarché-Wanty     |
| 81-87   | TPP  | Team Picnic PostNL    |
| 91-97   | COF  | Cofidis               |
| 101-107 | XAT  | XDS Astana Team       |
| 111-117 | IPT  | Israel-Premier Tech   |
| 121-127 | EFE  | EF Education-EasyPost |
| 131-137 | AUS  | Australia             |

## Ordine d'arrivo (Top 10)
| Pos. | Corridore            | Squadra     | Tempo    |
| ---- | -------------------- | ----------- | -------- |
| 1    | Tobias Lund Andresen | Picnic      | 3h16'05" |
| 2    | Sam Welsford         | Red Bull    | s.t.     |
| 3    | Tim Torn Teutenberg  | Lidl        | s.t.     |
| 4    | Corbin Strong        | Israel      | s.t.     |
| 5    | Natnael Tesfatsion   | Movistar    | s.t.     |
| 6    | Bryan Coquard        | Cofidis     | s.t.     |
| 7    | Ben Swift            | Ineos       | s.t.     |
| 8    | Carlos Canal         | Movistar    | s.t.     |
| 9    | Arne Marit           | Intermarché | s.t.     |
| 10   | Aaron Gate           | XDS         | s.t.     |